# Sabiner

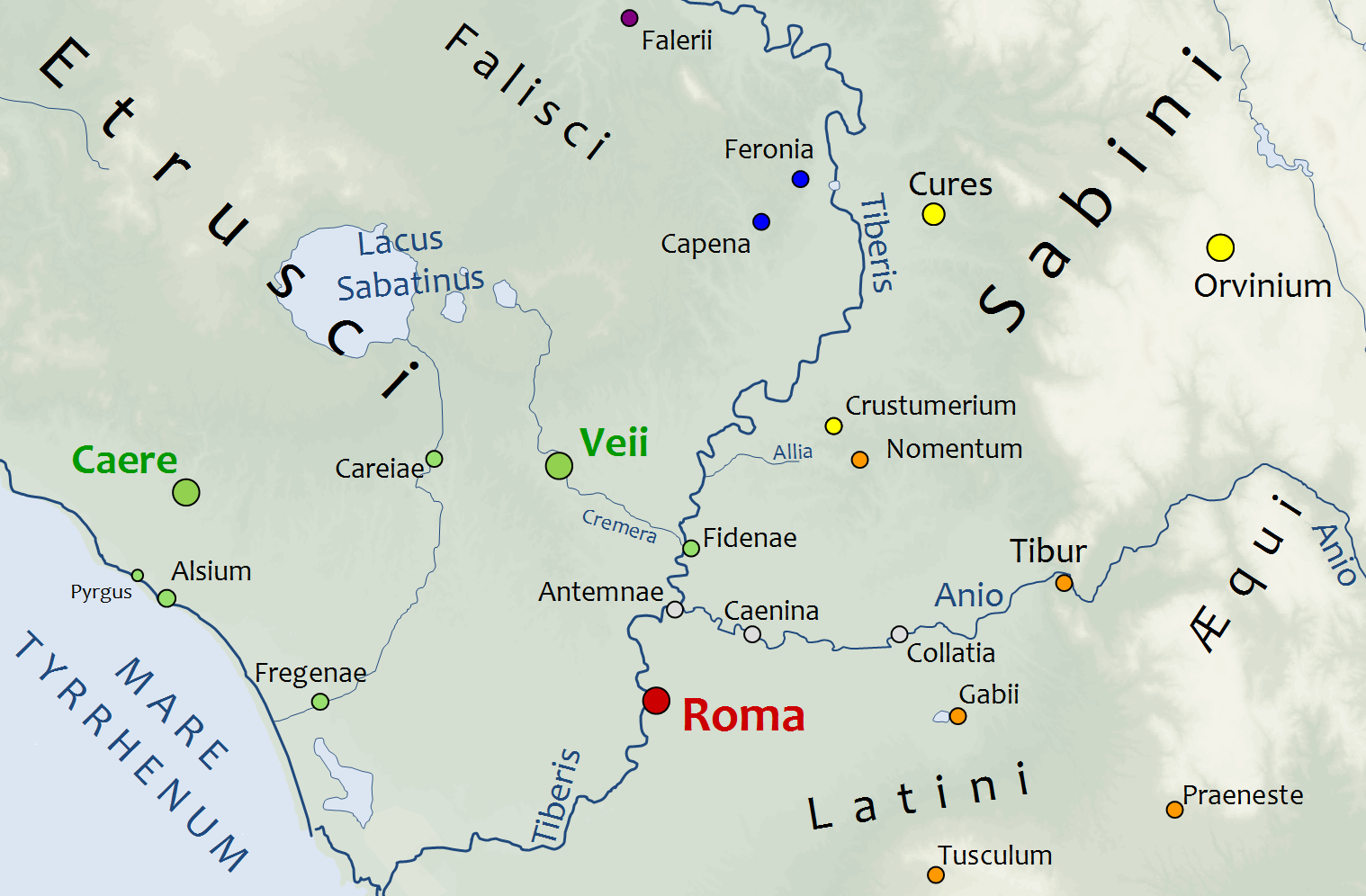
Siedlungsgebiet der Sabiner

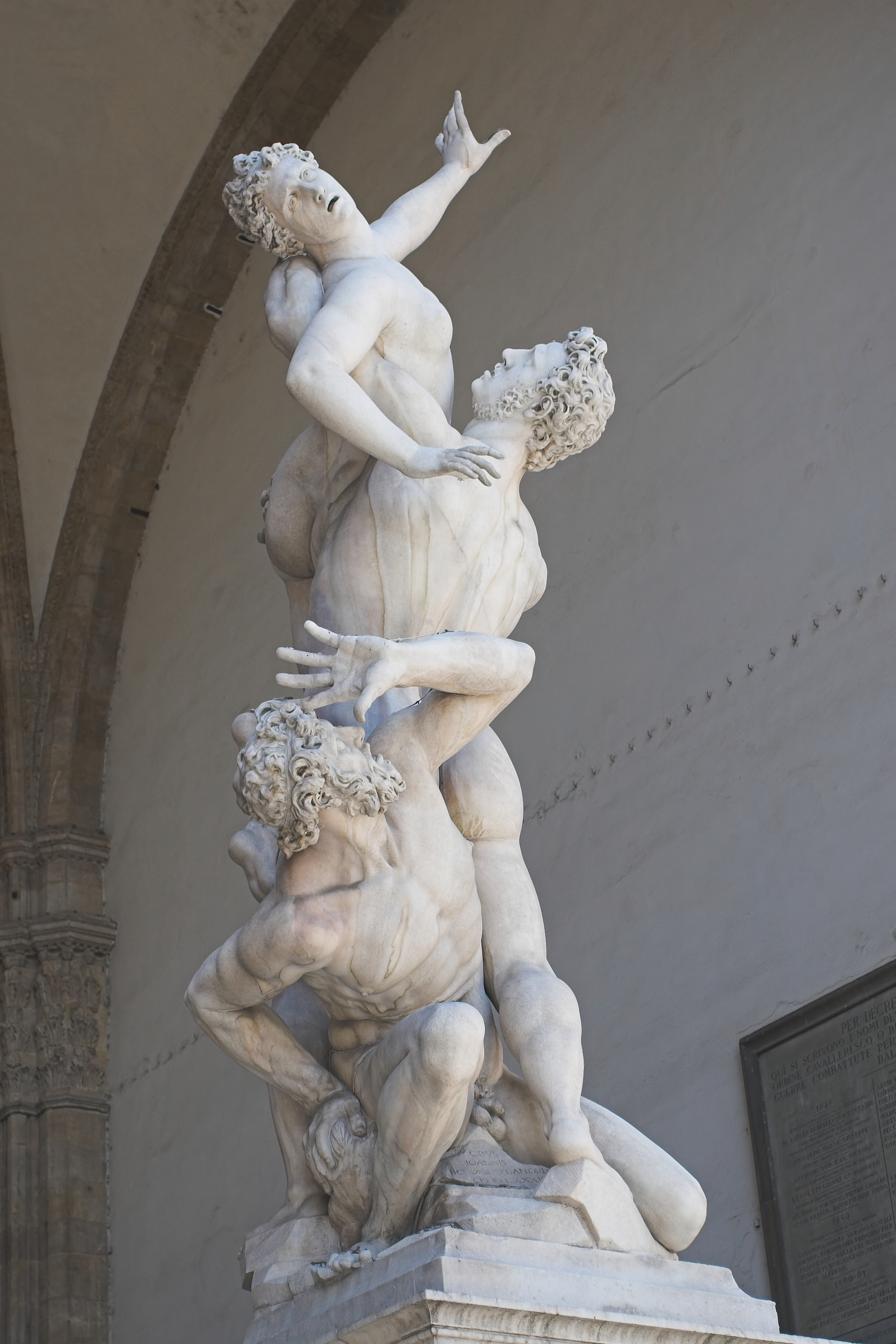
Raub der Sabinerinnen von Giambologna, 1579, ausgestellt in der Loggia dei Lanzi, Florenz

Die Sabiner (lateinisch Sabini) waren ein von den Umbrern abstammendes Volk in den Sabiner Bergen des Apennins. Das Volk war ein Teil der indogermanischen Samniten in Mittelitalien.
Sie waren unmittelbare Nachbarn der Römer. Zu Beginn des 5. Jahrhunderts v. Chr. stellten sie für Rom eine der Hauptgefahren dar, weil sie die Via Salaria beherrschten und Rom unmittelbar bedrohen konnten. Sie erhielten 268 v. Chr. das römische Bürgerrecht, nachdem sie 290 v. Chr. endgültig unter die Herrschaft der Römer gefallen waren.
Nach der alten römischen Sage waren die Sabiner die ursprünglichen Bewohner des Quirinals (eines der sieben Hügel Roms) und wurden um 750 v. Chr., zunächst unter einem Doppelkönigtum ihres Königs Titus Tatius und des römischen Königs Romulus mit dem populus Romanus vereinigt. Bekannt sind die Sabiner unter anderem durch die von Titus Livius überlieferte Sage vom Raub der Sabinerinnen, in der berichtet wird, wie die Frauen und Töchter der Sabiner kurz nach der Gründung der Stadt Rom geraubt wurden, weil es in Rom zu wenige Frauen gab.
Die wichtigsten Zentren des Sabinerreiches waren Cures und Reate, andere bedeutende Städte unter anderem Amiternum, Nomentum, Nursia, Orvinium und Eretum.
Von der Stammesbezeichnung Sabiner leitet sich das römische Cognomen Sabinus und aus dessen weiblicher Form Sabina wiederum der Vorname Sabine ab.
Berühmte Sabiner waren Numa Pompilius, Titus Tatius, Ancus Marcius und Attius Clausus.